# Valentinian 3.

Valentinian 3. (2. juli 419 – 16. marts 455) var romersk kejser i vest fra 425 til 455. Han blev kejser som barn og fik på den måde en af Romerrigets længste regeringsperioder, men årene var præget af borgerkrige mellem de ledende generaler og af det sammenbrud af rigets grænser, der prægede folkevandringstiden.
Under hans regeringsperiode blev hele den romerske verden angrebet af hunnere, anført af Attila, fra øst.

## Familie og barndom
Valentinian var født i Ravenna, der på det tidspunkt var hovedstad i det Vestromerske Rige, og han var den eneste søn af Galla Placidia og Constantius 3., der kortvarigt var kejser i 421. Hans mor var yngre halvsøster til den vestromerske kejser Honorius (r. 393–423), mens hans far var patricier og på det tidspunkt rigets egentlige magthaver..
På sin mors side var Valentinian efterkommer af både kejser Theodosius 1., der var hans morfar og Valentinian 1., der var far til hans mormor, Galla. Det var også gennem moderens slægt, at han var nevø til kejser Honorius og fætter til den østromerske kejser Theodosius 2. (søn af Honorius' bror Arcadius). Valentinian havde en søster, Justa Grata Honoria. Hans mor havde tidligere været gift med den visigotiske leder Ataulf og de fik sønnen Theodosius i Barcelona i 414. Drengen døde imidlertid det følgende år, så der blev ingen romersk-visigotisk slægt.
I enten 421 eller 423 fik Valentinian titlen nobilissimus af Honorius, men denne vigtige titel blev i begyndelsen ikke anerkendt af hoffet i øst, under Theodosius 2. Efter at Constantius var død i 421 blev intrigerne ved det vestromerske hof så voldsomme, at Galla Placidia valgte at flygte fra Honorius og flytte til Konstantinopel, hvor hun sammen med Valentinian og Honoria kom under beskyttelse af Theodosius.

## Tidlige regeringsperiode (423–437)

### Caesar
I 423 døde kejser Honorius, og en af hans vigtigste embedsmænd, Johannes, der havde rang som primicerius notariorum ("leder af notarerne") lod sig udråbe til kejser i Rom. Dette var uacceptabelt for kejser Theodosius i Konstantinopel, så han reagerede ved at godkende Valentinians far Constantius som augustus (posthumt) og ved at nominere den femårige Valentinian som caesar og arving til det Vestromerske Rige. Dette skete den 23. oktober 424. Theodosius lod tillige sin datter Licinia Eudoxia forlove med Valentinian, og de to blev lovformeligt gift i 437, da Valentinian blev 18. Der blev indledt et felttog til lands og til vands mod Johannes, som blev overvundet og henrettet. Valentinian (og hans mor) vendte tilbage til Rom, hvor han den 23. oktober 425 blev kåret som augustus af Helion, der repræsenterede kejser Theodosius og havde titel som både patricius og magister officiorum.

### Augustus
Den nye augustus var kun seks år gammel så i praksis blev det hans mor, Galla Placidia, der kom til at regere. En af hendes første beslutninger var at udnævne generalen Felix til magister utriusque militiae (øverstbefalende for hæren) i det Vestromerske Rige. Derefter blev alle kræfter sat ind på at stabilisere de vestlige provinser, i det omfang de begrænsede resurser tillod det.
I 425 fik hoffet i Ravenna forhandlet med de hunner, der var hentet til Italien af Flavius Aëtius for at støtte oprørskejseren Johannes. Hunnerne gik med til at forlade Italien og desuden forlade provinsen Pannonia Valeria, som igen blev en del af kejserriget. På den måde blev det muligt for Felix og de kejserlige embedsmænd at genoprette forsvarsværkerne i provinserne langs Donau i 427 og 428.. Det blev fulgt op af sejre over visigoterne i Gallien i 426-27 og 430. Sideløbende blev frankerne besejret ved Rhinen i 428 og 432.
Det Vestromerske Riges fortsatte eksistens var imidlertid stadig truet. Visigoterne havde bidt sig fast i det sydøstlige Gallien og kunne ikke drives væk. Vandalerne i Hispania hærgede stadig, og i 429 drog hele folket over Middelhavet og invaderede Mauretania Tingitana. Tabet af indtægterne fra disse landområder gjorde det sværere for staten at fungere. Skattebyrden voksede i takt med at Roms magt blev formindsket, og det betød at de tilbageværende provinsers loyalitet blev reduceret.
Den første del af Valentinians regeringstid blev yderligere vanskeliggjort af den magtkamp, der fandt sted mellem de tre øverste militære ledere i vest: Felix, den øverste magister militum praesentalis, Bonifatius, magister militum per Africam og Aëtius, magister militum per Gallias. I 427 anklagede Felix Bonifatius for forræderi og forlangte, at han skulle komme tilbage til Italien. Bonifatius afslog, og han besejrede den hær, Felix sendte til Nordafrika for at tage ham til fange. Nederlaget svækkede Felix, og med støtte fra Galla Placidia fik Aëtius ham fjernet fra posten og fik selv titlen som magister militum praesentalis i 429, hvorefter han fik myrdet Felix i 430.
I Nordafrika var Bonifatius hårdt presset af en hær ledet af Sigisvultus, som Galla Placidia havde beordret til at nedkæmpe oprøret. Nogle kilder påstår på den baggrund, at det var Bonifatius, der opfordrede vandalerne til at komme til Nordafrika og støtte ham. Til gengæld ville de få nogle af de nordafrikanske provinser. Vandalernes landgang og efterfølgende erobringer var en trussel mod indtægterne fra de givtige afrikanske provinser, som hoffet i Ravenna for enhver pris ønskede at fastholde. Derfor indgik man et forlig med Bonifatius, der i 430 bekræftede sin troskabsed til Valentinian III og lovede at bekæmpe vandalerne under kong Geiserik.
I 431 blev Bonifatius afgørende slået af vandalerne. Han flygtede til Italien, og opgav dermed forsvaret af den vestlige del af Nordafrika. Ved kejserhoffet var Galla Placidia bekymret over Aëtius' stigende magt, så hun afskedigede ham som øverstkommanderende og gav i stedet titlen til Bonifatius. Det blev signalet til en krig mellem de to generaler. Det lykkedes Bonifatius at besejre Aëtius i et slag ved Ravenna i 432, men han døde kort efter af sine sår. Aëtius var flygtet til hunnerne og med deres støtte var han i stand til at overtale hoffet til at give ham titlen som magister militum praesentalis tilbage i 434. Hærens splittelse og svækkelse betød, at Galla Placidia og Valentinian var nødt til at slutte fred med Geiserik i 435. Vandalerne beholdt alle deres erobringer i Nordafrika, og til gengeæld skulle de blot betale en årlig tribut til kejserriget. Hunnerne ved Donau fik lov til at besætte Pannonia Savia.
Galla Placidias regentskab ophørte i 437, da Valentinian blev myndig og rejste til Konstantinopel for at blive gift med sin forlovede Licinia Eudoxia. Da han kom tilbage til Rom, var han i princippet regerende kejser, men i praksis var det nu Aëtius, der styrede det vestromerske riges politik.